# Internet suite

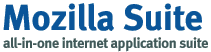
Logo van Mozilla Suite

Een internet suite is een software suite met verschillende internet-gerelateerde computerprogramma's. Internet suites bevatten meestal een webbrowser, e-mailclient (vaak met een nieuws-client en adresboek), downloadmanager, HTML-editor en een IRC-client.

## Diversiteit
De diversiteit aan internet suites was het grootst in het midden van de jaren 1990, toen propriëtaire webbrowser-verkopers het meer rendabel vonden om volledige retail-suites van applicaties te verkopen op een compact disc (cd). Echter aan het einde van de eerste browseroorlog (tussen Netscape en Internet Explorer) slonk de markt van internet suites met een of twee concurrenten om de paar jaar, in reactie daarop werden alternatieve routes van winst of financiering gezocht. Opera Software bijvoorbeeld was afgestapt van het aanbieden van de Opera Internet Suite met ingebouwde reclame naar een volledig reclamevrij product. Mozilla, gesponnen uit Netscape, begon de Mozilla Application Suite te scheiden in afzonderlijke projecten: Firefox, Thunderbird en Sunbird, maar de ontwikkeling van de suite werd voortgezet als gemeenschapsproject onder de naam SeaMonkey. Het bevindt zich onder de Mozilla-paraplu.
Een andere oorzaak van depressie in de diversiteit van internet suites was de opkomst van de AJAX-gebaseerde webapplicaties (webmail bijvoorbeeld) die de meeste van de functies van hun desktop-client-equivalenten overnamen, terwijl ze cross-desktop-toegankelijkheid via de webbrowser aanboden, iets wat niet zo gemakkelijk door desktopclients in de internet suite en buiten de webbrowser aangeboden kon worden.

## Voorbeelden
Voorbeelden van internet suites zijn:
- Arachne
- Cyberdog
- GNUzilla, Mozilla Application Suite en SeaMonkey
- MSN Explorer
- Netscape Communicator
- Netscape
- Opera
- SeaMonkey